# Paselich

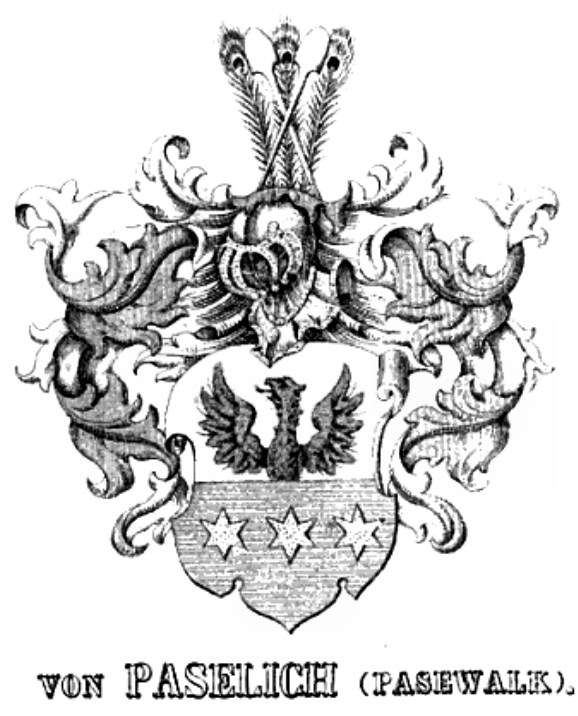
Wappen derer von Paselich

Paselich, historisch auch Pozdewalk oder Posewalk, in Dänemark auch Paslick, ist der Name eines alten rügischen Adelsgeschlechts.

## Geschichte
Im Jahre 1282 wird Nicolaus Puzdewolk als erster Angehöriger in Rügen urkundlich erwähnt. Gemeinhin wird von einer Stammesverwandtschaft mit den Normann ausgegangen, die Wappenverwandtschaft beider Geschlechter ist unstrittig, mittelalterliche Siegel sind identisch.
Das Stammgut der Familie ist Liddow, das 1318 erstmals und bereits 1365 im Besitz von Pribe Pozeuolk urkundlich genannt wird. Die Brüder Jasper, Heinrich und Jürgen auf Liddow sind die Letzten, die sich in den Jahren 1510 und 1514 noch mit dem alten Familiennamen Pozdewolk nennen. Bereits die Folgegeneration tritt 1523 unter dem Namen Paeselich auf.
Casper von Paeselich hatte zum Ende des 16. Jahrhunderts den rügischen Besitz der Familie noch einmal in einer Hand vereint, besaß aber auch Dänemark die Güter Grewenschwenge und Rönnebekshagen. Seine Brüder waren Melchior von Paeselich († 1604), Gardvogt auf Mönchgut und der kurpfälzische Rat Claus von Paeselich welcher später ebenfalls in Dänemark lebte und starb. Mit Claus von Paeselich († 1627), der nur zwei Töchter hinterließ, erlosch das Geschlecht auf Rügen im Mannesstamm.
Von seinen Töchtern war Judith († 1675), die ältere in erster Ehe mit dem Landvogt von Rügen, Eckard von Usedom (1580–1646), in zweiter Ehe mit dem schwedischen Hofmarschall, Oberrat und Obergouverneur Claus Christoph von Lützow († 1669) vermählt, die jüngere, Christine Elisabeth mit Joachim Christoph von Güntersberg († vor 1675), Erbherr auf Kalies und Baltster.
In Dänemark trat Friedrich von Paselich († nach 1627) der andere Sohn des Casper zunächst in der väterliche, dann auch in das brüderliche Erbe ein. Knud Paslick wird als letzter Angehöriger in Dänemark, 1634 bis 1637 im Besitz der beiden dortigen Güter Grewenschwenge und Rönnebekshagen genannt.
Judith von Paeselich († 1675) war also die letzte ihres Geschlechts. Als Lehnserben hatte sie die Töchter ihrer Schwester Judit von Güntersberg, verehelichte Henning von Bohlen auf Bohlendorf und Christine von Güntersberg, verehelichte Martin Friedrich von Ahnen auf Datzow eingesetzt. Auf diesem Wege wurde die Bohlen und die Ahnen Lehnserben der Paeselich.

## Besitz
- vor allem auf Rügen im Kirchspiel Neuenkirchen: Groß Banzelvitz (pfandweise), Damban, Groß und Klein Grubnow, Kussevitz, Lebbin, Liddow, Lüssmitz (pfandweise), Reetz
- in Dänemark: Grewenschwenge und Rönnebekshagen

## Wappen
Das Stammwappen zeigt im geteilten Schild oben in Silber einen wachsenden schwarzen Adler, unten in Blau drei goldene Sterne oder Rauten. Auf dem Helm mit unbekannter Tingierung der Decken zwei ins Andreaskreuz gelegte Grabscheite vor drei Pfauenfedern.